# Rete 8 VGA
Rete 8 VGA Telerimini, poi dal 2025 semplificata in Rete 8, è una emittente televisiva regionale dell'Emilia-Romagna facente parte del gruppo televisivo che include anche i canali 7 Gold Emilia Romagna, Radio Italia Anni '60 Emilia Romagna, Punto Radio e Radio Sportiva.

## Storia
Nell'ottobre 1971 nasce a Rimini l'emittente via cavo Babelis tv.
Nel 1976, dopo la sentenza della Corte Costituzionale, l'emittente inizia a trasmettere via etere cambiano il nome in Telerimini - Articolo 21 tv.
Nel 1977 l'emittente assume la denominazione di TeleRimini, mentre nel 1981 assume il nome di VGA Telerimini (VGA è l'acronimo di Video Giornale Adriatico).
Negli anni '80 VGA  Telerimini aderisce al consorzio Rete A, lasciandolo nel 1987, aderendo poi nel 1990 al consorzio Junior Tv dal quale è uscita nel 1999.
Nel 1999 l'emittente viene venduta a Luigi Ferretti, già proprietario di Sestarete, NuovaRete, Rete 8 e comproprietario di 7 Gold. L'emittente viene fusa con Rete 8 assumendo la denominazione Rete 8, la scritta VGA Telerimini compare solo durante la programmazione locale (insieme al logo Rete 8).
Nel 2005 Rete 8 - VGA Telerimini ripete la programmazione di Video Italia. 
Dal 2006 ha assunto la denominazione di Rete8 VGA. Molte le produzioni di questo periodo: approfondimenti sportivi come Calcio di Rigore e SportUp, Correre Insieme, Ultimo Kilometro e Italia Motori, l'informazione, l'attualità e l'economia locale vengono trattate nel TG sera (in onda tutti i giorni alle 19.30) e nel programma Come Risparmiare, le rubriche di divulgazione Medicina + e ENOGA' in Viaggio, le trasmissioni dedicate al territorio Green Reports e I Nostri Tesori, e i varietà Il salotto di Cinzia,  
In zir par la Rumagna e 
L'isola della musica. Hanno lavorato a Rete 8 VGA Cesare Tasini, Luciano Draghi, Daniele Manuelli, Tiziano Arlotti, Cinzia Sguotti, Anna Tasini, Giuliano Zignam, Giorgio Menna e Monica Gaburro.
Il 14 marzo 2022 è stato spento il multiplex digitale dell'emittente.
Nel 2022 il palinsesto generalista  viene assottigliato per diffondere in gran parte del giorno la programmazione di Radio Italia Anni '60 TV, emittente radiofonica che in Emilia Romagna viene gestita dallo stesso editore di Rete 8.
Dal 2024 viene ridotto lo spazio riservato ai videoclip musicali per poter includere nel palinsesto varie produzioni locali informative, sportive e musicali (per altro mantenute in onda anche nei due anni precedenti, seppur con minor spazio) e le principali trasmissioni calcistiche di Telelombardia come Qui studio a voi stadio. Tale novità la si deve ad un accordo tra l'editore Ferretti col patron di Telelombardia Sandro Parenzo, presidente  del Gruppo Mediapason, polo televisivo che include oltre alla citata Telelombardia anche altre reti come Antennatre e Top Calcio 24. In seguito a questa nuova collaborazione l'emittente viene ribattezzata Rete 8 QSVS, dalle iniziali della trasmissione di punta di Telelombardia. Dal 2025 torna a chiamarsi Rete 8 aumentando le rubriche regionali di cultura, ambiente, territorio, spettacolo e sport e lo spazio riservato alle produzioni musicali di Radio Italia Anni '60 TV. Viene confermata la ripetizione del talk calcistico Qui studio a voi stadio tutti i giorni in prima serata e il sabato e la domenica anche di pomeriggio.

## Programmi

### Magazine e approfondimento
- Qui Emilia Romagna
- Romagna in campo
- Agrilinea
- 5 stelle
- ERcole
- Dietro le quinte
- Tutti in piazza
- On ER
- Planet Earth
- Alieni
- GlO.C@L Tech.nology

### Musica
- Colazione con il vinile
- Music generation
- Soccia che groove
- Your song pro
- Cult
- Monò
- Radio Italia Anni 60 TV - Video musicali

### Sport
- Qui studio a voi stadio (produzione Mediapason)
- Lunedì di rigore (produzione Mediapason)
- Sala Var (produzione Mediapason)
- 4-4-2
- Voce azzurra
- Cuore nero-verde
- Run2U
- Basketland
- Carworld